# 523
Évszázadok: 5. század – 6. század – 7. század
Évtizedek: 470-es évek – 480-as évek – 490-es évek – 500-as évek – 510-es évek – 520-as évek – 530-as évek – 540-es évek – 550-es évek – 560-as évek – 570-es évek
Évek: 518 – 519 – 520 – 521 –  522 – 523 – 524 – 525 – 526 – 527 – 528

## Események

### Európa
- Sigismund burgund királyt második felesége meggyőzi, hogy első feleségétől született fia, Sigeric összeesküvést szervez ellene. Sigismund megfojtatja a fiát, majd miután rádöbbent mit művelt, vezeklésképpen egy időre visszavonul az általa alapított Szt. Mór-kolostorba. Mivel Sigeric volt az osztrogótbarát párt egyik vezetője, a burgund-osztrogót viszony ellenségesre fordul.
- Burgundia elszigetelődését kihasználva Clotilda (I. Chlodwig frank király özvegye) ráveszi közösen uralkodó fiait, Chlodomert, I. Childebertet és I. Clothart (I. Theuderic távol marad, valószínűleg mert Sigismund az apósa volt), hogy álljanak bosszút Sigismundon (akinek apja, Gundobad meggyilkoltatta Clotilda apját, a burgund uralkodóházból való II. Chilpericet). A frankok legyőzik a burgundokat, foglyul ejtik Sigismundot és két fiát, a jelentősebb városokban frank helyőrséget hagynak és hazavonulnak. Sigismund öccsének, Godomarnak sikerül elmenekülnie.
- I. Iusztinosz bizánci császár szigorú rendeletet hoz az ariánusok ellen és elkoboztatja templomaikat.
- Theoderic itáliai osztrogót király Anicius Maximust nevezi ki consulnak, aki ezt megünneplendő, állatviadalt rendez a Colosseumban. A király az esemény magas költségére hivatkozva betiltja a további viadalokat.
- Theoderic árulással és a bizánciakkal való összeesküvéssel vádolja kedvenc tanácsadóját Boethiust, akit bebörtönöznek és a következő évben kivégeznek.
- Meghal Hormisdas pápa. Utódja az idős és beteges I. János.[1]

### Afrika
- Meghal Thrasamund, az észak-afrikai ariánus vandálok királya. Utóda Geiseric király idős unokája, Hilderic, aki igyekszik javítani kapcsolatain a Bizánci Birodalommal, ezért felhagy a katolikusok üldözésével, visszahívja a száműzött püspököket és engedélyezi új templomok építését. Thrasamund özvegye, Amalafrida lázadást szít ellene; miután Hilderic legyőzi a lázadókat, az özvegyet (Theoderic osztrogót király nővérét) bebörtönzi (aki később ott is hal meg).
- Berber rablók kifosztják Leptis Magnát.

### Kelet-Ázsia
- Az Északi Vej északi határvidékén fellázad hat helyőrség, ahol a katonák már hosszú ideje védték a birodalmat a zsuanzsuanok támadásai ellen. A 13 éves császár, Hsziaoming és tehetségtelen régense, Jüan Csa nem tudja kezelni a helyzetet és a lázadás továbbterjed.
- Az Északi Vej területén elkészül a Szungjüe pagoda.
- Meghal Murjong, a koreai Pekcse királya. Utóda fia, a buzgó buddhista Szong.

## Halálozások
- augusztus 6. – Hormisdas, római pápa[1]
- Thrasamund, vandál király
- Murjong, Pekcse királya
- Mabbugi Philoxénosz, szír monofizita író

## Fordítás
- Ez a szócikk részben vagy egészben  a(z)   523 című angol Wikipédia-szócikk ezen változatának fordításán alapul.  Az eredeti cikk szerkesztőit annak laptörténete sorolja fel. Ez a jelzés csupán a megfogalmazás eredetét és a szerzői jogokat jelzi, nem szolgál a cikkben szereplő információk forrásmegjelöléseként.